# 蝎狮

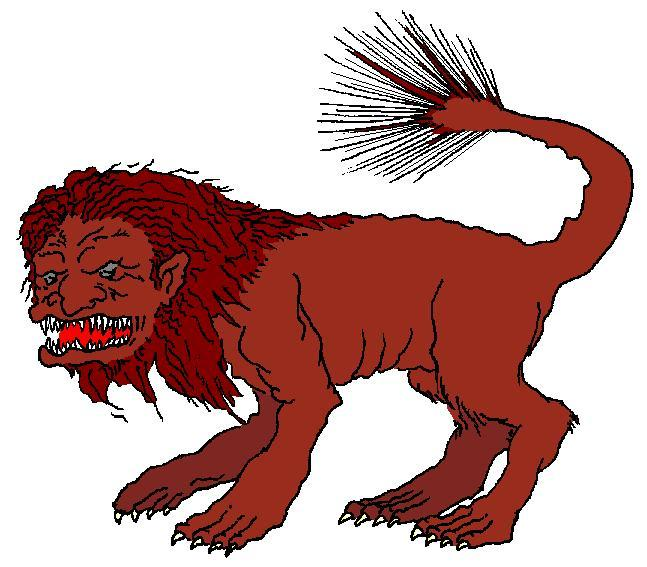
蝎狮

蝎狮（英語：Manticore），又被稱為蠍尾獅、刺尾獅，是源自於波斯传说中的生物，卻和埃及的史芬克斯一樣大量出現於歐洲中世紀的畫作之中，外表為紅色的狮身人面獸。主要栖息地为亚洲的森林中。或被称为Memecoleous。
其名字為波斯語，意指「食人者」，於老普林尼的《博物志》中登場，棲息在印度與衣索比亞，攻擊獵物時是甩動多刺的尾巴，發射尾上的尖刺獵殺，其刺有劇毒。

## 概要
拥有紅色毛皮、蝙蝠翅膀和一條長滿如豪豬尖刺的尾巴，另有一說則是擁有蝎子的尾針，并拥有带着三列像鲨鱼一样的尖锐牙齿的人脸狮子形态的怪物。有着无限的食欲，据说可以吃掉一个国家的军队。
希腊语写为「Μαντιχώρας」，这是由波斯语中有「吃人的生物」的意思的「martiya khwar」的误读中产生的词，是古代亚洲各地的孟加拉虎的别称。

## 大众文化
- 決勝時刻：先進戰爭中虚构的一种基因武器。
- 在魔獸爭霸系列中，蠍尾獅是獸族的空中單位之一；而在使用同一世界觀的網路遊戲魔獸世界中，蠍尾獅為部落陣營的空中坐騎和交通工具之一。
- 游戏动物井中，终极战斗是对战一只幽灵蝎狮。

## 外部連結
- The Medieval Bestiary: Manticore （页面存档备份，存于）
- Mythical Creatures Guide entry （页面存档备份，存于）
- Manticore at Monstropedia